# Heinz Kulüke
Heinz Kulüke, né le 29 septembre 1956 à Spelle (Emsland, en Basse-Saxe), est un missionnaire catholique allemand, supérieur général de la Société du Verbe Divin depuis le 3 juillet 2012. Cette congrégation est la septième congrégation masculine dans le monde en termes d'effectifs.

## Biographie
Heinz Kulüke commence une formation d'électricien (1973-1976), puis entre à l'université des sciences appliquées du Rhin en spécialisation électronique. Il fait ensuite son service militaire dans l'armée de l'air et termine par la suite ses études d'électronique à Bielefeld.
Il entre en 1979 à la maison de formation de la Société du Verbe Divin sise à Sankt Augustin, près de Bonn. Après ses études de philosophie et de théologie, il est ordonné prêtre, le 9 mars 1986. Il est envoyé ensuite aux Philippines, pour de l'insertion pastorale dans l'Agusan du Sud, jusqu'en 1989, où il s'engage pour la défense des plus pauvres. Il étudie ensuite la philosophie pendant l'année universitaire 1989-1990 à l'université catholique d'Amérique (Washington) et continue les deux années suivantes à l'université de San Carlos de Cebu aux Philippines, en assurant parallèlement une aide pastorale. Il part préparer un doctorat à Rome à l'université pontificale grégorienne et en 1994 il reçoit sa promotion de docteur en philosophie. Il part aussitôt enseigner à l'université de San Carlos.
Le père Kulüke est vice-provincial de la province verbiste du Sud entre 1998 et 2005, puis provincial jusqu'en 2012. Il est élu supérieur général au chapitre général du 3 juillet 2012. Il est ainsi le dixième supérieur général de sa congrégation, fondée par Arnold Janssen. Il succède au Philippin Antonio Pernia.